# Жили-были... (мультсериал)
Жили-были... (фр. Il était une fois…) — цикл французских образовательных анимационных сериалов, снятых студией Procidis. Включает в себя семь сериалов, каждый из которых посвящён различным аспектам знания. Как правило, связанные либо с историей («Once Upon a Time… Man»), либо с биологией человека («Once Upon a Time… Life»). Во всех мультсериалах используются одни и те же персонажи с одинаковым архетипическими ролями.

## Хронология
Once Upon a Time... Man
Первый анимационный сериал из цикла, выпущенный в 1978-м, и рассказывающий подробно об общей истории человечества. Режиссёр Альбер Барийе.
Once Upon a Time... Space
Созданный в 1982 году, этот сериал был фантастическим продолжением последней серии предыдущего сериала, сделанный в стиле sci-fi. Режиссёр Альбер Барийе.
Once Upon a Time... Life
В этом мультсериале, выпущенном в 1987 году, основное внимание уделяется работе человеческого тела, а персонажи показаны как архетипы различных частей организма (клеток, бактерий и т. п.). Режиссёр Альбер Барийе.
Once Upon a Time... The Americas
Созданный в 1992 году, этот сериал посвящён истории континента Америки, всех его поселений и их исторических событий. Режиссёр Альбер Барийе.
Once Upon a Time... The Discoverers
Созданный в 1994 году, этот сериал посвящён различным мыслителям и изобретателям на протяжении всей истории, от древних китайцев до таким великим учёным, как Генрих Мореплаватель, Иоганн Гутенберг, Леонардо да Винчи, Галилео Галилей , Исаак Ньютон, Мария Кюри и другие. Режиссёр Альбер Барийе.
Once Upon a Time... The Explorers
Созданный в 1997 году, этот сериал посвящён различным исследователям, от «Первых мореплавателей» до Васко де Гама, Нуньес Кабеса де Вака, Александра фон Гумбольдта и Александра Давид-Неель. Режиссёр Альбер Барийе.
Once Upon a Time... Planet Earth
Этот сериал, выпущенный в 2008 году, посвящён охране окружающей среды и предупреждениям о глобальном потеплении, парниковом эффекте, загрязнении и других. В нём очень отличается анимация по сравнению с предыдущими сериями. Это был последний фильм Альбера Барилье и последний на сегодняшний день сериал во франшизе.

## Персонажи
В мультсериалах данного цикла используются одинаковые персонажи, которые представляют разные архетипические роли:
- Маэстро — мудрый старик. Обычно он служит главой племени, религиозным священником, советником короля и изобретателем. У Маэстро длинные белые волосы, пара усиков и борода, покрывающая все его тело. Видно, как он прячет вещи в этой бороде, иногда немного возится, чтобы найти предмет, который хочет преподнести. Он выступает в роли наставника для детей, рассказывая им о различных предметах.
- Пьер — смелый и красивый молодой человек. Он представляет собой образ хорошего человека.
- Ле Грос — сильный молодой человек. Лучший друг Пьера. Довольно крупный человек, с рыжими волосами и большими физическими возможностями. Иногда он немного неуклюж, но очень силен. Он часто защищает Пьера, Пьеретту (и Пси в спин-оффе) от хулиганов.
- Пси (настоящее имя Мерседес) — темноволосая смуглая девушка, которая служит в основном партнёршей или супругой Пьера.
- Пьеретта — светловолосая женщина, мать Пьера.
- Маленькая Пьеретта — дочь Пьеретты, сестра Пьера. Она не очень важна в мультсериалах и никогда не была основным персонажем. Её стиль менялся во всех сериалах цикла.
- Вредитель — большой хулиган, друг «Коротышки», крупный и сильный хулиган, которому нравится придираться к другим или нападать на них. Он силен, но Ле Грос сильнее.
- Коротышка — маленький хулиган, друг «Вредителя», слабый, но проницательный и интриган. Он злобно хихикает. И у него, и у его друга есть откровенно отрицательные персонажи (предатели, шпионы, заговорщики, убийцы) или, по крайней мере, скептики или лицемеры. Именно они обычно заводят конфликт между кругом детей.
- Хронограф — отображает год, когда происходят события. Иногда имеет характер и реагирует на то, что показывает экран. Например, он жалуется, когда повествование продолжается на много лет вперёд, или смотрит на пейзаж, когда показывают что-то интересное.

Большая часть персонажей играет историческую роль. Например, Вредитель в роли Голиафа и Пьеро в роли Давида. Маэстро играл роль Леонардо да Винчи и, как правило, доброжелательных или просвещённых правителей (среди них он неожиданно представлял Хубилай-хана).